# Bahnstrecke Hamra–Tumba
| Alter Bahnhof Tullinge, im Vordergrund die schmalspurige Bahnstrecke nach Hamra gårds grustag |                     |                                             |                                  |
| Lokomotive Hamra – Östra Södermanlands Järnväg Nr. 5 |                     |                                             |                                  |
| Streckenlänge: | etwa 3 km           |                                             |                                  |
| Spurweite: | 600 mm (Schmalspur) |                                             |                                  |
| |                     |                                             |                                  |
| \| \| \| Västra stambanan von Stockholm \| \| \| \| \| Hamra gårds grustag \| \| \| \| 20,6 \| Tullinge (21. Jan 1903–1970) \| 23 m ö.h. \| \| \| \| Hafen Tullingesjön \| \| \| \| \| \| \| \| \| \| Tumba sedeltryckeri \| \| \| \| \| Tullingesjön strand \| \| \| \| \| \| \| \| \| \| Hamra Mejeri \| \| \| \| \| Hamra Ladugård \| \| \| \| \| AB Separator gjuteri (Gießerei) \| \| \| \| \| \| \| \| \| \| \| \| \| \| 23,4 \| Tumba (Bhf. vom 1. Dez. 1860–17. Juni 1974) \| 8 m ö.h. \| \| \| \| Västra stambanan nach Södertälje \| \| |                     |                                             |                                  |
| Strecke |                     | Västra stambanan von Stockholm              | Västra stambanan von Stockholm   |
| Strecke von links (außer Betrieb) · Kreuzung geradeaus oben (Querstrecke außer Betrieb) |                     | Hamra gårds grustag                         | Hamra gårds grustag              |
| Strecke (außer Betrieb) · ehemaliger Bahnhof | 20,6                | Tullinge (21. Jan 1903–1970)                | 23 m ö.h.                        |
| Betriebsstelle Streckenanfang (Strecke außer Betrieb) · Strecke (außer Betrieb) · Strecke |                     | Hafen Tullingesjön                          | Hafen Tullingesjön               |
| Abzweig geradeaus und von links (Strecke außer Betrieb) · Strecke nach rechts (außer Betrieb) · Strecke |                     |                                             |                                  |
| Abzweig geradeaus und nach links (Strecke außer Betrieb) · Strecke |                     | Tumba sedeltryckeri                         | Tumba sedeltryckeri              |
| Abzweig geradeaus und nach rechts (Strecke außer Betrieb) · Strecke |                     | Tullingesjön strand                         | Tullingesjön strand              |
| Strecke nach links (außer Betrieb) · Strecke von rechts (außer Betrieb) · Strecke |                     |                                             |                                  |
| Betriebsstelle Streckenanfang (Strecke außer Betrieb) · Strecke (außer Betrieb) · Strecke |                     | Hamra Mejeri                                | Hamra Mejeri                     |
| Blockstelle (Strecke außer Betrieb) · Strecke (außer Betrieb) · Strecke |                     | Hamra Ladugård                              | Hamra Ladugård                   |
| Strecke (außer Betrieb) · Blockstelle (Strecke außer Betrieb) · Strecke |                     | AB Separator gjuteri (Gießerei)             | AB Separator gjuteri (Gießerei)  |
| Abzweig geradeaus und von links (Strecke außer Betrieb) · Strecke nach rechts (außer Betrieb) · Strecke |                     |                                             |                                  |
| Strecke (außer Betrieb) · Strecke von links · Strecke nach rechts |                     |                                             |                                  |
| Betriebs-/Güterbahnhof Streckenende (Strecke außer Betrieb) · Haltepunkt / Haltestelle | 23,4                | Tumba (Bhf. vom 1. Dez. 1860–17. Juni 1974) | 8 m ö.h.                         |
| Strecke |                     | Västra stambanan nach Södertälje            | Västra stambanan nach Södertälje |

Die Bahnstrecke Hamra–Tumba (schwedisch Hamra-Tumba Järnväg) war eine schwedische schmalspurige Industriebahn mit einer Spurweite von 600 mm, die die Bahnhöfe Tumba und Tullinge an der Västra stambane mit verschiedenen Industriebetrieben verband. Die Strecke lag in der Kommune Botkyrka in der Provinz Stockholms län und der historischen Provinz Södermanland.

## Vorgeschichte
1755 wurde in Tumba, ganz im Süden des Sees Tullingesjön, eine Papierfabrik gebaut. Über den gebauten Tullingekanal konnte das in Tumba produzierte Banknotenpapier mit Lastkähnen ohne Umladung zwischen der Fabrik und der Banknotendruckerei der schwedischen Reichsbank in Stockholm transportiert werden.
Gustav de Laval erfand 1878 den Separator, mit dem die Verarbeitung von Milch zum Abscheiden des Rahms verbessert wurde. 1883 gründete er die Firma AB Seperator und baute eine Werkstatt im Zentrum von Stockholm, auf Kungsholmen. Die Firma entwickelte sich im Laufe der Zeit zu einem der größeren Industriekonzerne Schwedens.
1894 erwarb Laval den Bauernhof Hamra bei Tullinge südlich von Stockholm, und 1899 wurde eine große Gießerei in der Nähe des Tullingesjön gebaut. Dort konnte auch eine Erprobungsstätte für Milchprodukte, Hamra gård, errichtet werden. Im Winter 1901 wurde die Gießerei fertiggestellt.

## Geschichte
Der Transport über den Tullingesjön über den Tullingekanal und der spätere Bahnanschluss von Statens Järnvägar lösten den Transportbedarf. Für den Transport zwischen der Gießerei, Hamra Gård, der Kiesgrube Hamra und dem Bahnhof Tumba wurde eine schmalspurige Industriebahn mit einer Spurweite von 600 mm gebaut. Die Tumba sedeltryckeri, die Geldscheindruckerei der Schwedischen Reichsbank, erhielt einen Gleisanschluss.
Die Gesamtlänge der Eisenbahn betrug etwas mehr als 3 km. Sie wurde nach unterschiedlichen Quelle zwischen 1900 und 1902 in Betrieb genommen und wurde bis 1946 verwendet, bis nach dem Zweiten Weltkrieg der Lkw den Transport vollständig übernahm. Im Laufe der Zeit kamen rund 40 Güterwagen sowie drei verschiedene Dampflokomotiven und eine Akkulokomotive zum Einsatz. Die Lokomotive Hamra befindet sich heute als Östra Södermanlands Järnväg Nr. 5 bei der Museumseisenbahn in Mariefred.
1911 fand in Hamra ein großer internationaler Milchkongress statt, zu dem ein geschmückter Sonderzug verkehrte. Dafür waren Güterwagen mit Sitzmöglichkeiten ausgerüstet worden.
Bereits 1914 begann durch zunehmenden Straßenverkehr der Rückgang der Verkehrsleistungen auf der Schiene. Zuerst wurde 1914 die Stichbahn zur Meierei eingestellt, im Zweiten Weltkrieg folgte die Strecke zur Gießerei. Der Zugverkehr erfolgte ab Mitte der 1920er-Jahre nur noch halbtags, den anderen halben Tag wurde Lokführer Holger Lundholm als Lastwagenfahrer eingesetzt.

## Bilder

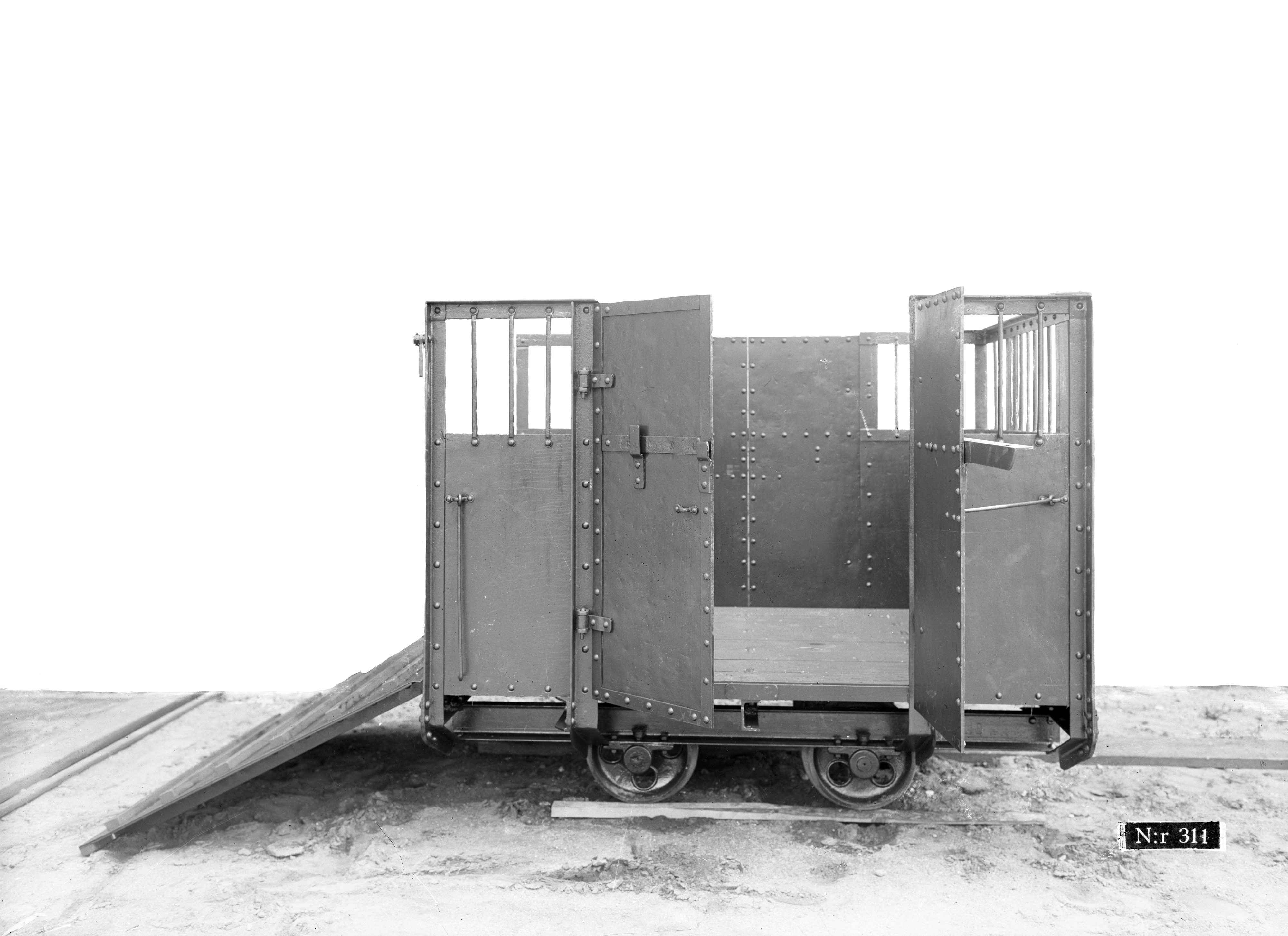
Hamra Järnväg, HJ-Viehwagen mit Rampe
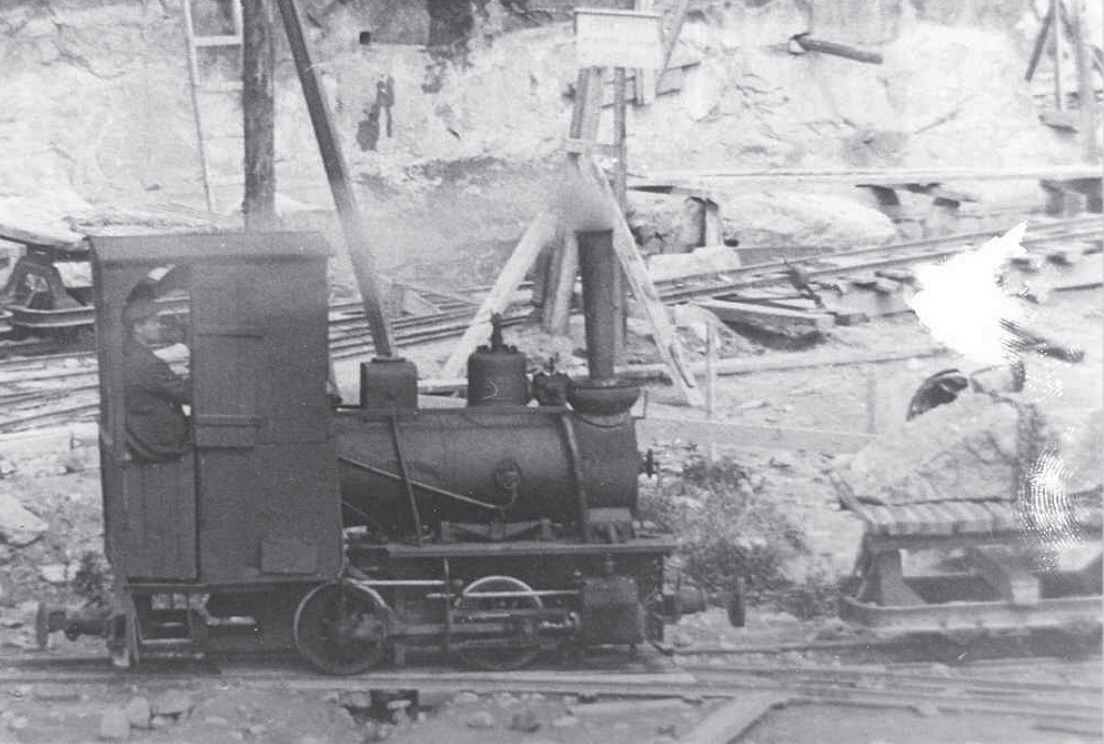
Ehemalige Lokomotive der Hamra-Tumba Järnväg, späterer Einsatz in Stockholm